# Praesens perfectum
Als Praesens perfectum bezeichnet man im Hebräischen die Verwendung des Präsens anstelle des Imperfekts im Kontext der Vergangenheit.
Beispiel: yaktob – „er schreibt“ anstelle von katab – „er schrieb“.
Genau genommen heißt das Verb jedoch "*yaktob" und ist eine erzählerische Vergangenheitsform aus alten Zeiten, welche mit dem Präsens identisch ist. Folglich handelt es sich hierbei um kein "echtes" Auftreten des Präsens.